# Вітів Петро Іванович

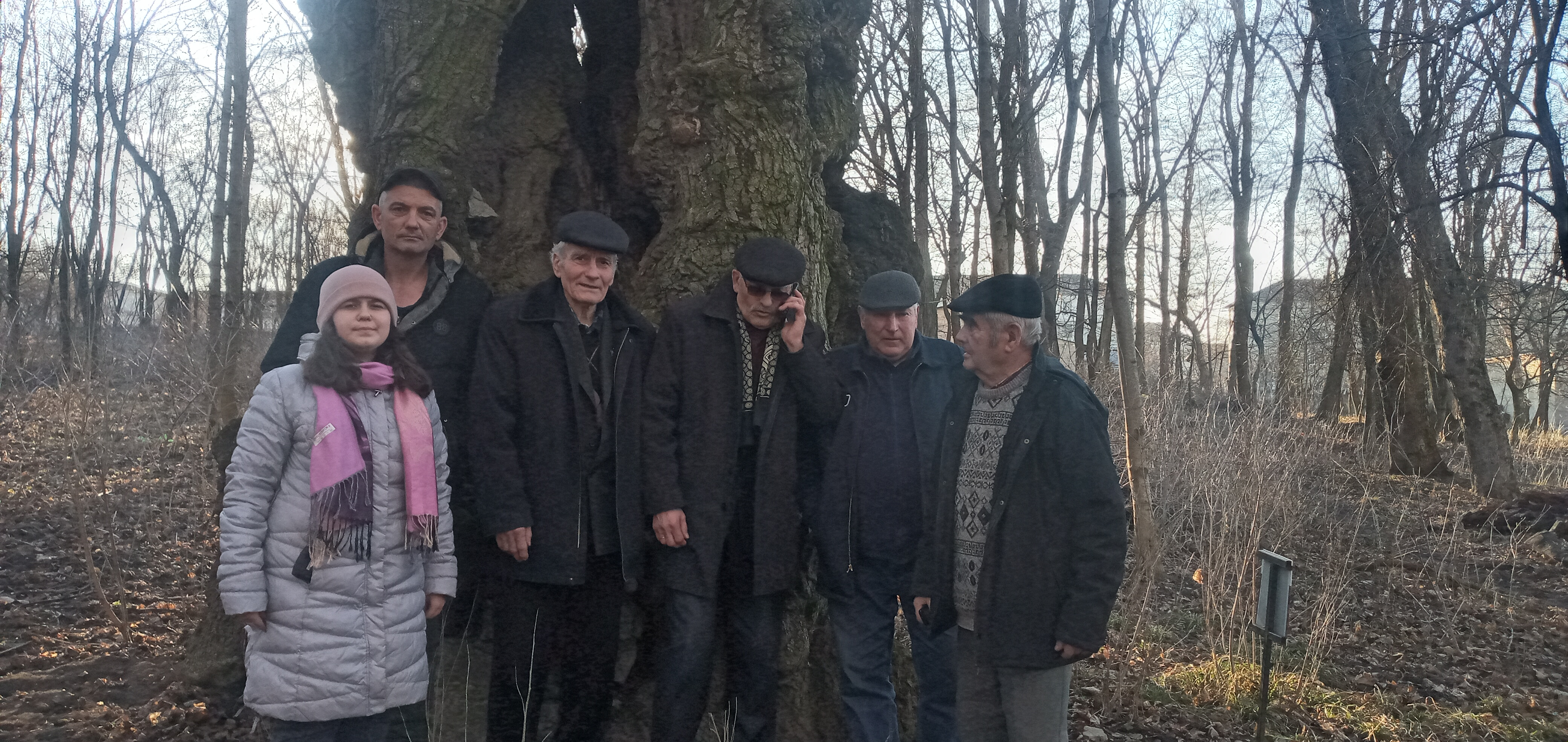
Учасники Росохацької групи біля 560-річної липи в Скала-Подільському парку

Петро Іванович Вітів (нар. 15 липня 1956, с. Росохач, нині Україна) — український учасник національно-визвольних змагань, політв'язень, правозахисник. Кавалер ордена «За мужність» I ступеня (2006), Почесний громадянин міста Чорткова (2024). Батько українського військовослужбовця Володимира Вітіва.

## Життєпис

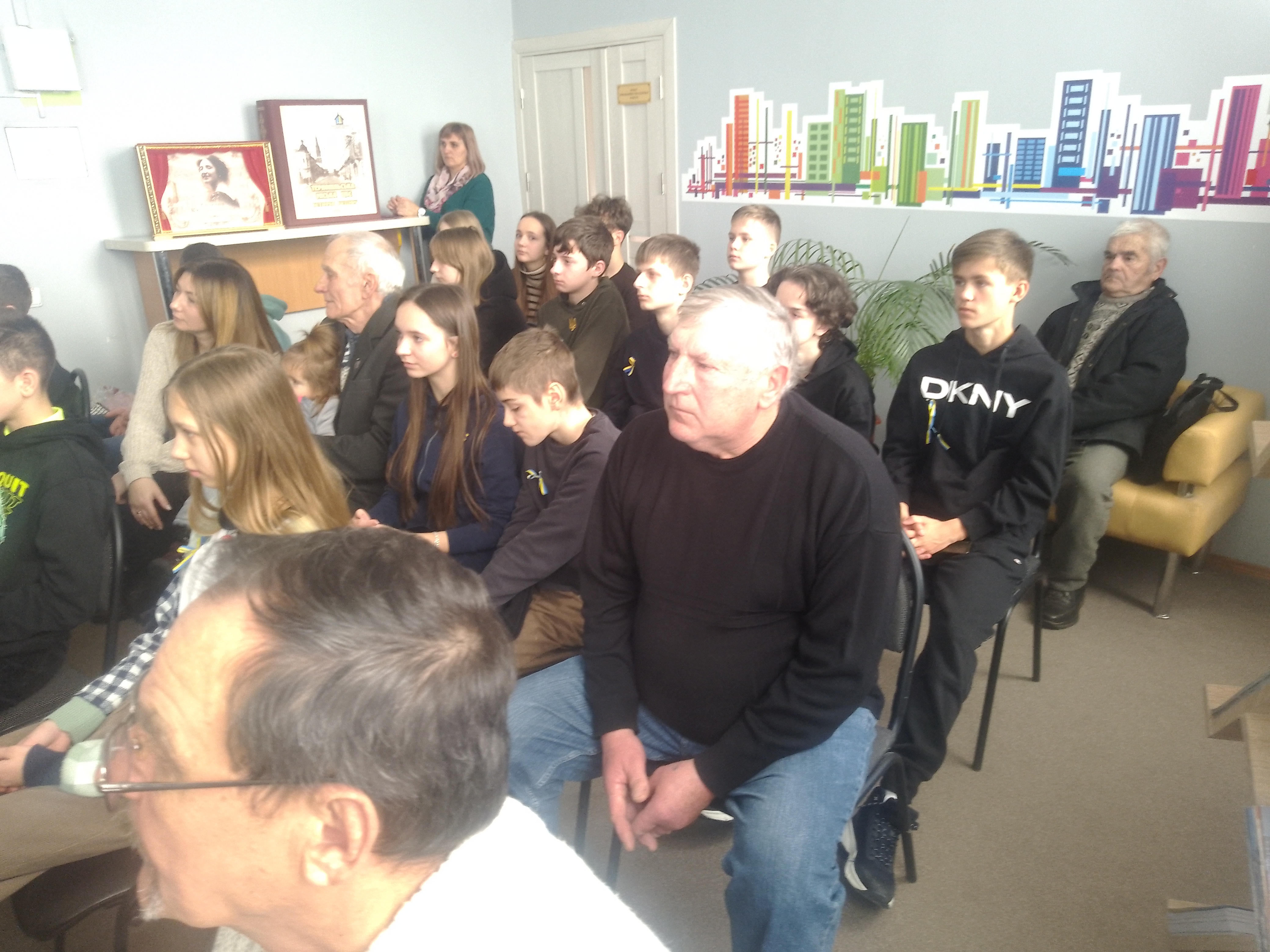
Петро Вітів на кіномарафоні «Синьо-жовта стрічка», Тернопіль, 22 січня 2024 року

Закінчив 8 класів Росохацької школи.
Член підпільної патріотичної Росохацької групи, 
Петро брав безпосередню участь у підготовці та здійсненні головної акції організації — встановленню в Чорткові чотирьох українських національних прапорів та вивішування 19 листівок 21 січня 1973 року напередодні 55-ї річниці проголошення Української Народної Республіки Четвертим Універсалом  Центральної Ради (22 січня 1918) і 54-ї річниці «Акта злуки ЗУНР з УНР» (22 січня 1919). Акція була також приурочена до річниці початку арештів української інтеліґенції. Листівки закінчувалися гаслами: «Свободу українським патріотам!», «Ганьба політиці русифікації!», «Хай живе зростаючий український патріотизм!». Заарештований 11 квітня 1973 року ОГ УКДБ в Тернопільської области. Звільнений з-під варти під підписку про невиїзд через тиждень після арешту. Проти неповнолітнього Вітіва кримінальну справу не порушували.
Проживає в рідному селі. Реабілітований.
У кінці 80-х — на початку 90-х рр. Петро брав активну участь у русі за незалежність. Був членом-засновником Чортківського «Меморіалу», членом Української Гельсінкської Спілки, Української Республіканської, відтак Республіканської Християнської партії.
Разом з побратимами веде активну просвітницьку роботу.

## Нагороди та відзнаки
- Орден «За мужність» I ступеня (18 серпня 2006) — за громадянську мужність, виявлену при піднятті національного прапору України у місті Києві у 1966 році та місті Чорткові Тернопільської області у 1973 році, активну участь у національно-визвольному русі[10];
- Почесний громадянин міста Чорткова (2024) — за громадянську мужність, виявлену 1973 року при піднятті національного прапора України у місті Чорткові, активну участь у національно-визвольному русі, за особистий внесок у національне та державне відродження України присвоїли учасникам «Росохацької групи»[11].

Про членів Росохацької підпільної організації Харківською правозахисною групою видана книжка «Юнаки з огненної печі», відзнято документальні фільми «Прапори» (2018) та «Росохацька група»(2023).
26 січня 2012 року відкрито меморіальну таблицю на фасаді Чортківського гуманітарно-педагогічного  коледжу з написом: «На цьому будинку Чортківського педагогічного училища в ніч з 21 на 22 січня 1973 року члени Росохацької патріотичної організації (Вітів П.І., Винничук П.М., Кравець А.М., Лисий М.С., Мармус М.В., Сапеляк С.Є., Слободян М.В.) під керівництвом Володимира Мармуса встановили національний прапор України і політичні прокламації до 55-х роковин проголошення незалежності УНР та в протест проти репресій комуністичної диктатури. Слава Україні! Героям Слава!».
3 вересня 2023 року на фасаді Росохацької гімназії, де навчалися члени патріотичної організації відкрили меморіальну дошку членам Росохацької групи. Відкрили пам’ятну дошку три учасники Росохацької групи — Володимир і Микола Мармуси та Петро Вітів. 